# Maria Louisa Angwin
Maria Louisa Angwin (21 de septiembre de 1849 - 25 de abril de 1898) fue una doctora canadiense. Fue la primera mujer autorizada para practicar medicina en Nueva Escocia.
Era hija del reverendo Thomas Angwin, un ministro metodista, y Louisa Emma Gill. Nació en Blackhead (Conception Bay, Terranova). Su familia se trasladó a Nueva Escocia en 1865. Se educó en la academia femenina Mount Allison Wesleyan Academy, donde se graduó en artes liberales en 1869. Acudió a la escuela normal en Truro y enseñó en la escuela de Dartmouth cinco años para financiar sus posteriores estudios. Angwin recibió un doctorado en medicina en la New York Medical College en 1882. Trabajó en el New England Hospital for Women and Children de Boston. Angwin continuó sus estudios en el Royal Free Hospital de Londres. En 1884, fue autorizada para practicar la medicina en Nueva Escocia e instaló una oficina en Halifax. Fue miembro de la Unión Cristiana de Mujeres por la Templanza y se declaró en favor del sufragio femenino.
Regresó a Nueva York en 1897 para seguir estudios de postgrado. Angwin murió de repente en Ashland (Massachusetts), mientras se recuperaba de una cirugía menor.